# Martin Siebenbürger
Martin Siebenbürger, născut Mert (Martin) Kapp, numit și Capinius, (n. ca. 1475, Sibiu – d. 11 august 1522, Wiener Neustadt) a fost un jude orășenesc și primar al Vienei originar din Transilvania.

## Studiile
I-a urmat unchiului său Siegmund Siebenbürger la Viena, unde a studiat științele juridice.

## Cariera
În anul 1503 a fost ales Procurator Nationis Hungaricae la Universitatea din Viena, iar apoi a fost ales de trei ori (în 1505, 1510 și 1516) în demnitatea de decan al Facultății de Drept din Viena. Concomitent, din anul 1512, a îndeplinit funcția de jude orășenesc al Vienei. În perioada de vacanță a tronului survenită după moartea împăratului Maximilian I a apărat drepturile cetățenilor vienezi și a refuzat să recunoască autoritatea unei comisii instituite de Carol Quintul. Fratele acestuia, arhiducele Ferdinand, care nu cunoștea germana, a instituit un tribunal la Wiener Neustadt, care l-a condamnat la moarte pe primar și pe alți inculpați. Primii doi condamnați au fost executați în data de 9 august 1522. Primarul Siebenbürger a fost executat prin decapitare în data de 11 august 1522, împreună cu alți cinci condamnați. Locul execuției, situat în piața centrală din Wiener Neustadt, este marcat cu un pavaj special.

## Memoria
O stradă din Viena îi poartă numele.